# Théâtre national de Sombor
Le théâtre national de Sombor (en serbe cyrillique : Народно позориште у Сомбору ; en serbe latin : Narodno pozorište u Somboru) est situé à Sombor, dans la province de Voïvodine et dans le district de Bačka occidentale, en Serbie. Il est inscrit sur la liste des monuments culturels de grande importance de la République de Serbie (identifiant no SK 1173).

## Présentation

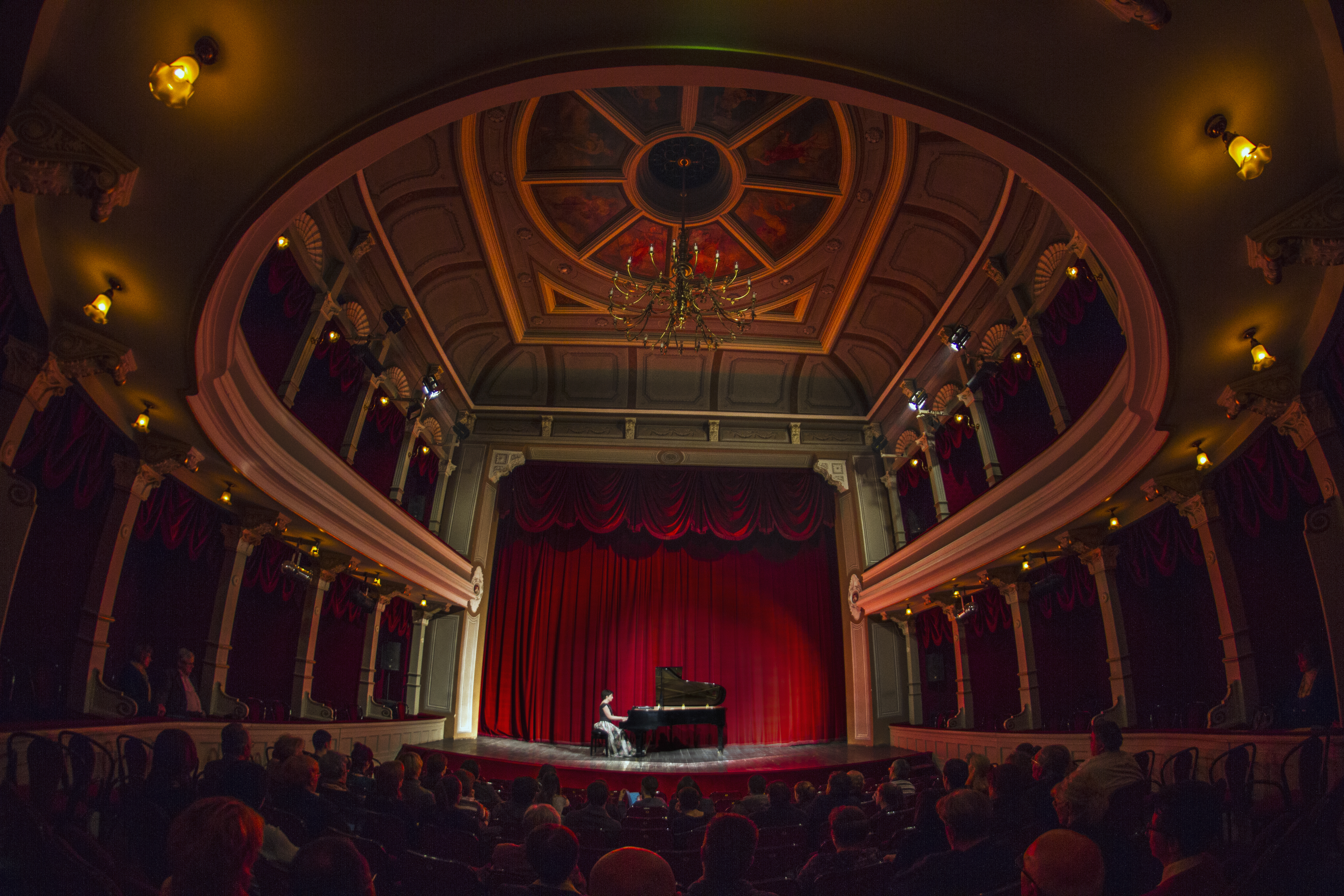
L'intérieur du théâtre

Une société anonyme en vue de la construction d'un théâtre à Sombor a vu le jour en 1877. Le bâtiment a été construit en 1882 selon un projet de l'architecte Adolf Vajte qui l'a conçu dans l'esprit du classicisme. Il a été reconstruit et adapté dans les années 1970.
La façade de la rue Koste Trifkovića est dotée d'une avancée monumentale et deux ailes. L'avancée, avec un porche au rez-de-chaussée, dispose d'un balcon au premier étage ; le balcon est soutenu par des colonnes toscanes, tandis qu'à l'étage des pilastres aux chapiteaux ioniques portent un tympan triangulaire.
L'intérieur est décoré dans un style baroque, avec des peintures et des stucs, sur le modèle des théâtres de Vienne et de Pest.
Des travaux restauration ont été réalisés en 1977 et en 1981-1982.